# 11766 Fredseares
11766 Fredseares là một tiểu hành tinh vành đai chính với chu kỳ quỹ đạo là 2036.2418239 ngày (5.57 năm).
Nó được phát hiện ngày 17 tháng 10 năm 1960.